# 廖梓苓
廖梓苓（LIU Tsz Ling，1991年9月10日—），香港女子壁球運動員。

## 簡歷
中學時期就讀賽馬會體藝中學。
2009年，廖梓苓與湯芷穎、李嘉雯及何嘉寶出戰於印度舉行的世界青少年壁球團體賽，最終奪得亞軍；四人更因而被譽為「新四小花」 。
2010年，廖梓苓轉為全職壁球員。同年8月，她成功通過香港隊內的亞運女子團體選拔賽，與趙詠賢、歐詠芝及陳浩鈴一同代表香港參加11月在廣州舉行的亞運會壁球比賽女子團體賽事，並成為亞運壁球代表中最年輕的選手。最終，港隊接連擊敗巴基斯坦、中国、印度及韩国隊，僅在決賽負於马来西亚，奪得一面銀牌。
2014年9月，廖梓苓代表香港參加南韓仁川舉行的亞運會壁球比賽，與湯芷穎、歐詠芝和陳浩鈴合作贏得女子團體賽銅牌。
2014年11月17日，廖梓苓在泰國布吉舉行的第四屆亞洲沙灘運動會中，擊敗隊友湯芷穎奪壁球女單金牌。

## 主要比賽成績
- 2007年

世界青少年壁球錦標賽 女子團體 殿軍
- 2008年

世界女子壁球團體錦標賽 八強
- 2009年

世界青少年壁球錦標賽 女子團體 亞軍
亞洲青少年壁球錦標賽 女子單打 季軍
亞洲青少年壁球錦標賽 女子團體 季軍
- 2010年

亞洲運動會壁球比賽 女子團體 銀牌
- 2014年

亞洲運動會壁球比賽 女子團體 銅牌
第四屆亞洲沙灘運動會 女子個人 金牌

## 榮譽
- 香港特區政府嘉獎

行政長官社區服務獎狀（2011年）

## 外部連結
- Squash Info - Liu Tsz-Ling's Profile （页面存档备份，存于）（英文）
- WISPA Player Profile （页面存档备份，存于）（英文）